# Ялтинская улица (Санкт-Петербург)
Я́лтинская улица — улица в Московском районе Санкт-Петербурга. Проходит от Митрофаньевского шоссе до Рощинской улицы.

## История
Наименование Ялтинская улица известно с 1911 года, дано по городу Ялте.

## Достопримечательности
- Громовское старообрядческое кладбище
- Старообрядческая Церковь Покрова Пресвятой Богородицы на Громовском кладбище (снесена в 1939 году, сейчас установлен деревянный крест)